# Liste des médaillés olympiques en canoë-kayak
Cette page liste les médaillés olympiques en canoë-kayak.

## Programme actuel

### Épreuves masculines

#### Course en ligne

##### C11 000m
| Édition                                 | Or                      | Argent                   | Bronze                       |
| --------------------------------------- | ----------------------- | ------------------------ | ---------------------------- |
| Berlin 1936                             | Francis Amyot (CAN)     | Bohuslav Karlík (TCH)    | Erich Koschik (GER)          |
| Londres 1948                            | Josef Holeček (TCH)     | Douglas Bennett (CAN)    | Robert Boutigny (FRA)        |
| Helsinki 1952                           | Josef Holeček (TCH)     | János Parti (HUN)        | Olavi Ojanperä (FIN)         |
| Melbourne 1956                          | Leon Rotman (ROU)       | István Hernek (HUN)      | Gennady Bukharin (URS)       |
| Rome 1960                               | János Parti (HUN)       | Aleksandr Silayev (URS)  | Leon Rotman (ROU)            |
| Tokyo 1964                              | Jürgen Eschert (EUA)    | Andrei Igorov (ROU)      | Yevgeni Penyaev (URS)        |
| Mexico 1968                             | Tibor Tatai (HUN)       | Detlef Lewe (RFA)        | Vitali Galkov (URS)          |
| Munich 1972                             | Ivan Patzaichin (ROU)   | Tamás Wichmann (HUN)     | Detlef Lewe (RFA)            |
| Montréal 1976                           | Matija Ljubek (YUG)     | Vasili Iourtchenko (URS) | Tamás Wichmann (HUN)         |
| Moscou 1980                             | Lubomir Lubenov (BUL)   | Sergei Postrekhin (URS)  | Eckhard Leue (RDA)           |
| Los Angeles 1984                        | Ulrich Eicke (RFA)      | Larry Cain (CAN)         | Henning Lynge Jakobsen (DEN) |
| Séoul 1988                              | Ivans Klementjevs (URS) | Jörg Schmidt (RDA)       | Nikolay Bukhalov (BUL)       |
| Barcelone 1992                          | Nikolay Bukhalov (BUL)  | Ivans Klementjevs (LAT)  | György Zala (HUN)            |
| Atlanta 1996                            | Martin Doktor (CZE)     | Ivans Klementjevs (LAT)  | György Zala (HUN)            |
| Sydney 2000                             | Andreas Dittmer (GER)   | Ledis Balceiro (CUB)     | Stephen Giles (CAN)          |
| Athènes 2004                            | David Cal (ESP)         | Andreas Dittmer (GER)    | Attila Vajda (HUN)           |
| Pékin 2008                              | Attila Vajda (HUN)      | David Cal (ESP)          | Thomas Hall (CAN)            |
| Londres 2012 résultats détaillés        | Sebastian Brendel (GER) | David Cal (ESP)          | Mark Oldershaw (CAN)         |
| Rio de Janeiro 2016 résultats détaillés | Sebastian Brendel (GER) | Isaquias Queiroz (BRA)   | Ilya Shtokalov (RUS)         |
| Tokyo 2020                              | Isaquias Queiroz (BRA)  | Liu Hao (CHN)            | Serghei Tarnovschi (MDA)     |
| Paris 2024 Résultats détaillés          | Martin Fuksa (CZE)      | Isaquias Queiroz (BRA)   | Serghei Tarnovschi (MDA)     |

##### C21 000m
| Édition                          | Or                                                     | Argent                                                | Bronze                                          |
| -------------------------------- | ------------------------------------------------------ | ----------------------------------------------------- | ----------------------------------------------- |
| Berlin 1936                      | Tchécoslovaquie Jan Brzák-Felix Vladimír Syrovátka     | Autriche Karl Proisl Rupert Weinstabl                 | Canada Harvey Charters Frank Saker              |
| Londres 1948                     | Tchécoslovaquie Jan Brzák-Felix Bohumil Kudrna         | États-Unis Steven Lysak Stephen Macknowski            | France Georges Dransart Georges Gandil          |
| Helsinki 1952                    | Danemark Finn Haunstoft Peder Rasch                    | Tchécoslovaquie Jan Brzák-Felix Bohumil Kudrna        | Allemagne Egon Drews Wilfried Soltau            |
| Melbourne 1956                   | Roumanie Alexe Dumitru Simion Ismailciuc               | Union soviétique Gratsian Botev Pavel Kharin          | Hongrie Ferenc Mohácsi Károly Wieland           |
| Rome 1960                        | Union soviétique Leonid Geishtor Serhiy Makarenko      | Italie Aldo Dezi Francesco La Macchia                 | Hongrie Imre Farkas András Törő                 |
| Tokyo 1964                       | Union soviétique Andrei Khimich Stepan Oshchepkov      | France Jean Boudehen Michel Chapuis                   | Danemark Peer Nielsen John Sörensen             |
| Mexico 1968                      | Roumanie Serghei Covaliov Ivan Patzaichin              | Hongrie Gyula Petrikovics Tamás Wichmann              | Union soviétique Naum Prokupets Mikhail Zamotin |
| Munich 1972                      | Union soviétique Vladas Česiūnas Yuri Lobanov          | Roumanie Serghei Covaliov Ivan Patzaichin             | Bulgarie Ivan Burtchin Fedia Damianov           |
| Montréal 1976                    | Union soviétique Sergueï Petrenko Aleksandr Vinogradov | Roumanie Gheorge Danielov Gheorghe Simionov           | Hongrie Tamás Buday Oszkár Frey                 |
| Moscou 1980                      | Roumanie Ivan Patzaichin Toma Simionov                 | Allemagne de l'Est Olaf Heukrodt Uwe Madeja           | Union soviétique Yuri Lobanov Vasily Yurchenko  |
| Los Angeles 1984                 | Roumanie Ivan Patzaichin Toma Simionov                 | Yougoslavie Matija Ljubek Mirko Nišović               | France Didier Hoyer Éric Renaud                 |
| Séoul 1988                       | Union soviétique Nicolae Juravschi Viktor Reneysky     | Allemagne de l'Est Olaf Heukrodt Ingo Spelly          | Pologne Marek Dopierała Marek Łbik              |
| Barcelone 1992                   | Allemagne Ulrich Papke Ingo Spelly                     | Danemark Christian Frederiksen Arne Nielsson          | France Olivier Boivin Didier Hoyer              |
| Atlanta 1996                     | Allemagne Andreas Dittmer Gunar Kirchbach              | Roumanie Antonel Borsan Marcel Glăvan                 | Hongrie Csaba Horváth György Kolonics           |
| Sydney 2000                      | Roumanie Florin Popescu Mitică Pricop                  | Cuba Leobaldo Pereira Ibrahim Rojas                   | Allemagne Lars Kober Stefan Uteß                |
| Athènes 2004                     | Allemagne Christian Gille Tomasz Wylenzek              | Russie Aleksandr Kostoglod Aleksandr Kovalev          | Hongrie György Kozmann György Kolonics          |
| Pékin 2008                       | Biélorussie Aliaksandr Bahdanovich Andrei Bahdanovich  | Allemagne Christian Gille Tomasz Wylenzek             | Hongrie Tamas Kiss György Kozmann               |
| Londres 2012 résultats détaillés | Allemagne Peter Kretschmer Kurt Kuschela               | Biélorussie Aliaksandr Bahdanovich Andrei Bahdanovich | Russie Alekseï Korovachkov Ilia Pervoukhine     |
| Rio de Janeiro 2016              | Allemagne Sebastian Brendel Jan Vandrey                | Brésil Erlon Silva Isaquias Queiroz                   | Ukraine Taras Mishchuk Dmytro Yanchuk           |
| Tokyo 2020                       | Cuba Serguey Torres Madrigal Fernando Jorge            | Chine Liu Hao Zheng Pengfei                           | Allemagne Sebastian Brendel Tim Hecker          |
| Paris 2024 résultats détaillés   | Chine Ji Bowen Liu Hao                                 | Italie Gabriele Casadei Carlo Tacchini                | Espagne Diego Domínguez Joan Antoni Moreno      |

##### K1200m
| Édition                          | Or                    | Argent                | Bronze                                  |
| -------------------------------- | --------------------- | --------------------- | --------------------------------------- |
| Londres 2012 résultats détaillés | Edward McKeever (GBR) | Saúl Craviotto (ESP)  | Mark de Jonge (CAN)                     |
| Rio de Janeiro 2016              | Liam Heath (GBR)      | Maxime Beaumont (FRA) | Saúl Craviotto (ESP) Ronald Rauhe (GER) |
| Tokyo 2020                       | Sándor Tótka (HUN)    | Manfredi Rizza (ITA)  | Liam Heath (GBR)                        |

##### K11 000m
| Édition                          | Or                         | Argent                     | Bronze                   |
| -------------------------------- | -------------------------- | -------------------------- | ------------------------ |
| Berlin 1936                      | Gregor Hradetzky (AUT)     | Helmut Cämmerer (GER)      | Jaap Kraaier (NED)       |
| Londres 1948                     | Gert Fredriksson (SWE)     | Johan Andersen (DEN)       | Henri Eberhardt (FRA)    |
| Helsinki 1952                    | Gert Fredriksson (SWE)     | Thorvald Strömberg (FIN)   | Louis Gantois (FRA)      |
| Melbourne 1956                   | Gert Fredriksson (SWE)     | Igor Pissarev (URS)        | Lajos Kiss (HUN)         |
| Rome 1960                        | Erik Hansen (DEN)          | Imre Szöllősi (HUN)        | Gert Fredriksson (SWE)   |
| Tokyo 1964                       | Rolf Peterson (SWE)        | Mihály Hesz (HUN)          | Aurel Vernescu (ROU)     |
| Mexico 1968                      | Mihály Hesz (HUN)          | Aleksandr Chaparenko (URS) | Erik Hansen (DEN)        |
| Munich 1972                      | Aleksandr Chaparenko (URS) | Rolf Peterson (SWE)        | Géza Csapó (HUN)         |
| Montréal 1976                    | Rüdiger Helm (RDA)         | Géza Csapó (HUN)           | Vasile Dîba (ROU)        |
| Moscou 1980                      | Rüdiger Helm (RDA)         | Alain Lebas (FRA)          | Ion Bîrlădeanu (ROU)     |
| Los Angeles 1984                 | Alan Thompson (NZL)        | Milan Janić (YUG)          | Greg Barton (USA)        |
| Séoul 1988                       | Greg Barton (USA)          | Grant Davies (AUS)         | André Wohllebe (RDA)     |
| Barcelone 1992                   | Clint Robinson (AUS)       | Knut Holmann (NOR)         | Greg Barton (USA)        |
| Atlanta 1996                     | Knut Holmann (NOR)         | Beniamino Bonomi (ITA)     | Clint Robinson (AUS)     |
| Sydney 2000                      | Knut Holmann (NOR)         | Petar Merkov (BUL)         | Tim Brabants (GBR)       |
| Athènes 2004                     | Eirik Verås Larsen (NOR)   | Ben Fouhy (NZL)            | Adam van Koeverden (CAN) |
| Pékin 2008                       | Tim Brabants (GBR)         | Eirik Verås Larsen (NOR)   | Ken Wallace (AUS)        |
| Londres 2012 résultats détaillés | Eirik Verås Larsen (NOR)   | Adam van Koeverden (CAN)   | Max Hoff (GER)           |
| Rio de Janeiro 2016              | Marcus Walz (ESP)          | Josef Dostál (CZE)         | Roman Anoshkin (RUS)     |
| Tokyo 2020                       | Bálint Kopasz (HUN)        | Ádám Varga (HUN)           | Fernando Pimenta (POR)   |
| Paris 2024 résultats détaillés   | Josef Dostál (CZE)         | Ádám Varga (HUN)           | Bálint Kopasz (HUN)      |

##### K2500m
| Édition                        | Or                                                        | Argent                                               | Bronze                                           |
| ------------------------------ | --------------------------------------------------------- | ---------------------------------------------------- | ------------------------------------------------ |
| Montréal 1976                  | Allemagne de l'Est Joachim Mattern Bernd Olbricht         | Union soviétique Sergueï Nagorny Vladimir Romanovski | Roumanie Policarp Malîhin Larion Serghei         |
| Moscou 1980                    | Union soviétique Sergei Chukhrai Ouladzimir Parfianovitch | Espagne Guillermo Del Riego Herminio Menendez        | Allemagne de l'Est Rüdiger Helm Bernd Olbricht   |
| Los Angeles 1984               | Nouvelle-Zélande Ian Ferguson Paul MacDonald              | Suède Per-Inge Bengtsson Lars-Erik Moberg            | Canada Hugh Fisher Alwyn Morris                  |
| Séoul 1988                     | Nouvelle-Zélande Ian Ferguson Paul MacDonald              | Union soviétique Viktor Denisov Igor Nagaïev         | Hongrie Attila Ábrahám Ferenc Csipes             |
| Barcelone 1992                 | Allemagne Kay Bluhm Torsten Gutsche                       | Pologne Maciej Freimut Wojciech Kurpiewski           | Italie Bruno Dreossi Antonio Rossi               |
| Atlanta 1996                   | Allemagne Kay Bluhm Torsten Gutsche                       | Italie Beniamino Bonomi Daniele Scarpa               | Australie Daniel Collins Andrew Trim             |
| Sydney 2000                    | Hongrie Zoltán Kammerer Botond Storcz                     | Australie Daniel Collins Andrew Trim                 | Allemagne Ronald Rauhe Tim Wieskötter            |
| Athènes 2004                   | Allemagne Ronald Rauhe Tim Wieskötter                     | Australie Nathan Baggaley Clint Robinson             | Biélorussie Vadzim Makhneu Raman Piatrushenka    |
| Pékin 2008                     | Espagne Saúl Craviotto Carlos Pérez                       | Allemagne Ronald Rauhe Tim Wieskötter                | Biélorussie Vadzim Makhneu Raman Piatrushenka    |
| Londres 2012                   | Non inscrit au programme olympique                        | Non inscrit au programme olympique                   | Non inscrit au programme olympique               |
| Rio de Janeiro 2016            | Non inscrit au programme olympique                        | Non inscrit au programme olympique                   | Non inscrit au programme olympique               |
| Tokyo 2020                     | Non inscrit au programme olympique                        | Non inscrit au programme olympique                   | Non inscrit au programme olympique               |
| Paris 2024 résultats détaillés | Allemagne Max Lemke Jacob Schopf                          | Hongrie Bence Nádas Sándor Tótka                     | Australie Thomas Green Pierre van der Westhuyzen |

##### K21 000m
| Édition                          | Or                                                             | Argent                                             | Bronze                                               |
| -------------------------------- | -------------------------------------------------------------- | -------------------------------------------------- | ---------------------------------------------------- |
| Berlin 1936                      | Autriche Alfons Dorfner Adolf Kainz                            | Allemagne Fritz Bondroit Ewald Tilker              | Pays-Bas Nicolaas Tates Willem van der Kroft         |
| Londres 1948                     | Suède Hans Berglund Lennart Klingström                         | Danemark Ejvind Hansen Bernhard Jensen             | Finlande Thor Axelsson Nils Björklöf                 |
| Helsinki 1952                    | Finlande Yrjö Hietanen Kurt Wires                              | Suède Lars Glassér Ingemar Hedberg                 | Autriche Maximilian Raub Herbert Wiedermann          |
| Melbourne 1956                   | Équipe unifiée d'Allemagne Meinrad Miltenberger Michel Scheuer | Union soviétique Anatoly Demitkov Mikhail Kaaleste | Autriche Maximilian Raub Herbert Wiedermann          |
| Rome 1960                        | Suède Gert Fredriksson Sven-Olov Sjödelius                     | Hongrie György Mészáros András Szente              | Pologne Stefan Kapłaniak Władysław Zieliński         |
| Tokyo 1964                       | Suède Sven-Olov Sjödelius Gunnar Utterberg                     | Pays-Bas Antonius Geurts Paul Hoekstra             | Équipe unifiée d'Allemagne Heinz Büker Holger Zander |
| Mexico 1968                      | Union soviétique Aleksandr Chaparenko Vladimir Morozov         | Hongrie Csaba Giczy István Timár                   | Autriche Günther Pfaff Gerhard Seibold               |
| Munich 1972                      | Union soviétique Nikolai Gorbachev Viktor Kratasiouk           | Hongrie József Deme János Rátkai                   | Pologne Rafał Piszcz Władysław Szuszkiewicz          |
| Montréal 1976                    | Union soviétique Sergueï Nagorny Vladimir Romanovski           | Allemagne de l'Est Joachim Mattern Bernd Olbricht  | Hongrie Zoltán Bakó István Szabó                     |
| Moscou 1980                      | Union soviétique Sergei Chukhrai Ouladzimir Parfianovitch      | Hongrie István Joós István Szabó                   | Espagne Herminio Menéndez Luis Gregorio Ramos        |
| Los Angeles 1984                 | Canada Hugh Fisher Alwyn Morris                                | France Bernard Brégeon Patrick Lefoulon            | Australie Barry Kelly Grant Kenny                    |
| Séoul 1988                       | États-Unis Greg Barton Norman Bellingham                       | Nouvelle-Zélande Ian Ferguson Paul MacDonald       | Australie Peter Foster Kelvin Graham                 |
| Barcelone 1992                   | Allemagne Kay Bluhm Torsten Gutsche                            | Suède Gunnar Olsson Karl Sundqvist                 | Pologne Dariusz Białkowski Grzegorz Kotowicz         |
| Atlanta 1996                     | Italie Antonio Rossi Daniele Scarpa                            | Allemagne Kay Bluhm Torsten Gutsche                | Bulgarie Andrian Dushev Milko Kazanov                |
| Sydney 2000                      | Italie Beniamino Bonomi Antonio Rossi                          | Suède Henrik Nilsson Markus Oscarsson              | Hongrie Krisztián Bártfai Krisztián Veréb            |
| Athènes 2004                     | Suède Henrik Nilsson Markus Oscarsson                          | Italie Beniamino Bonomi Antonio Rossi              | Norvège Nils Olav Fjeldheim Eirik Verås Larsen       |
| Pékin 2008                       | Allemagne Martin Hollstein Andreas Ihle                        | Danemark Kim Wraae Knudsen René Holten Poulsen     | Italie Andrea Facchin Antonio Scaduto                |
| Londres 2012 résultats détaillés | Hongrie Rudolf Dombi Roland Kökény                             | Portugal Fernando Pimenta Emanuel Silva            | Allemagne Martin Hollstein Andreas Ihle              |
| Rio de Janeiro 2016              | Allemagne Marcus Gross Max Rendschmidt                         | Serbie Marko Tomićević Milenko Zorić               | Australie Lachlan Tame Ken Wallace                   |
| Tokyo 2020                       | Australie Jean van der Westhuyzen Thomas Green                 | Allemagne Max Hoff Jacob Schopf                    | Tchéquie Josef Dostál Radek Šlouf                    |

##### K4500m
| Édition                        | Or                                                             | Argent                                                                            | Bronze                                                                   |
| ------------------------------ | -------------------------------------------------------------- | --------------------------------------------------------------------------------- | ------------------------------------------------------------------------ |
| Tokyo 2020                     | Allemagne Max Rendschmidt Ronald Rauhe Tom Liebscher Max Lemke | Espagne Saúl Craviotto Marcus Walz Carlos Arévalo Rodrigo Germade                 | Slovaquie Samuel Baláž Denis Myšák Erik Vlček Adam Botek                 |
| Paris 2024 résultats détaillés | Allemagne Max Lemke Tom Liebscher Max Rendschmidt Jacob Schopf | Australie Jackson Collins Riley Fitzsimmons Noah Havard Pierre van der Westhuyzen | Espagne Carlos Arévalo Saúl Craviotto Rodrigo Germade Marcus Cooper Walz |

#### Slalom

##### C1
| Édition                                 | Or                                 | Argent                             | Bronze                             |
| --------------------------------------- | ---------------------------------- | ---------------------------------- | ---------------------------------- |
| Munich 1972                             | Reinhard Eiben (RDA)               | Reinhold Kauder (RFA)              | James McEwan (USA)                 |
| Montréal 1976                           | non inscrit au programme olympique | non inscrit au programme olympique | non inscrit au programme olympique |
| Moscou 1980                             | non inscrit au programme olympique | non inscrit au programme olympique | non inscrit au programme olympique |
| Los Angeles 1984                        | non inscrit au programme olympique | non inscrit au programme olympique | non inscrit au programme olympique |
| Séoul 1988                              | non inscrit au programme olympique | non inscrit au programme olympique | non inscrit au programme olympique |
| Barcelone 1992                          | Lukáš Pollert (TCH)                | Gareth Marriott (GBR)              | Jacky Avril (FRA)                  |
| Atlanta 1996                            | Michal Martikán (SVK)              | Lukáš Pollert (CZE)                | Patrice Estanguet (FRA)            |
| Sydney 2000                             | Tony Estanguet (FRA)               | Michal Martikán (SVK)              | Juraj Minčík (SVK)                 |
| Athènes 2004                            | Tony Estanguet (FRA)               | Michal Martikán (SVK)              | Stefan Pfannmöller (GER)           |
| Pékin 2008                              | Michal Martikán (SVK)              | David Florence (GBR)               | Robin Bell (AUS)                   |
| Londres 2012 résultats détaillés        | Tony Estanguet (FRA)               | Sideris Tasiadis (GER)             | Michal Martikán (SVK)              |
| Rio de Janeiro 2016 résultats détaillés | Denis Gargaud Chanut (FRA)         | Matej Beňuš (SVK)                  | Takuya Haneda (JPN)                |
| Tokyo 2020                              | Benjamin Savšek (SLO)              | Lukáš Rohan (CZE)                  | Sideris Tasiadis (GER)             |
| Paris 2024 résultats détaillés          | Nicolas Gestin (FRA)               | Adam Burgess (GBR)                 | Matej Beňuš (SVK)                  |

##### K1
| Édition                                 | Or                                 | Argent                             | Bronze                             |
| --------------------------------------- | ---------------------------------- | ---------------------------------- | ---------------------------------- |
| Munich 1972                             | Siegbert Horn (RDA)                | Norbert Sattler (AUT)              | Harald Gimpel (RDA)                |
| Montréal 1976                           | Non inscrit au programme olympique | Non inscrit au programme olympique | Non inscrit au programme olympique |
| Moscou 1980                             | Non inscrit au programme olympique | Non inscrit au programme olympique | Non inscrit au programme olympique |
| Los Angeles 1984                        | Non inscrit au programme olympique | Non inscrit au programme olympique | Non inscrit au programme olympique |
| Séoul 1988                              | Non inscrit au programme olympique | Non inscrit au programme olympique | Non inscrit au programme olympique |
| Barcelone 1992                          | Pierpaolo Ferrazzi (ITA)           | Sylvain Curinier (FRA)             | Jochen Lettmann (GER)              |
| Atlanta 1996                            | Oliver Fix (GER)                   | Andraž Vehovar (SLO)               | Thomas Becker (GER)                |
| Sydney 2000                             | Thomas Schmidt (GER)               | Paul Ratcliffe (GBR)               | Pierpaolo Ferrazzi (ITA)           |
| Athènes 2004                            | Benoît Peschier (FRA)              | Campbell Walsh (GBR)               | Fabien Lefèvre (FRA)               |
| Pékin 2008                              | Alexander Grimm (GER)              | Fabien Lefèvre (FRA)               | Benjamin Boukpeti (TOG)            |
| Londres 2012 résultats détaillés        | Daniele Molmenti (ITA)             | Vavřinec Hradilek (CZE)            | Hannes Aigner (GER)                |
| Rio de Janeiro 2016 résultats détaillés | Joseph Clarke (GBR)                | Peter Kauzer (SLO)                 | Jiří Prskavec (CZE)                |
| Tokyo 2020                              | Jiří Prskavec (CZE)                | Jakub Grigar (SVK)                 | Hannes Aigner (GER)                |
| Paris 2024 résultats détaillés          | Giovanni De Gennaro (ITA)          | Titouan Castryck (FRA)             | Pau Echaniz (ESP)                  |

##### KX1 Kayak-cross
| Édition                        | Or                 | Argent              | Bronze           |
| ------------------------------ | ------------------ | ------------------- | ---------------- |
| Paris 2024 résultats détaillés | Finn Butcher (NZL) | Joseph Clarke (GBR) | Noah Hegge (GER) |

### Épreuves féminines

#### Course en ligne

##### C1200m
| Édition                        | Or                   | Argent                          | Bronze                   |
| ------------------------------ | -------------------- | ------------------------------- | ------------------------ |
| Tokyo 2020                     | Nevin Harrison (USA) | Laurence Vincent-Lapointe (CAN) | Liudmyla Luzan (UKR)     |
| Paris 2024 résultats détaillés | Katie Vincent (CAN)  | Nevin Harrison (USA)            | Yarisleidis Cirilo (CUB) |

##### C2500m
| Édition                        | Or                          | Argent                                         | Bronze                                         |
| ------------------------------ | --------------------------- | ---------------------------------------------- | ---------------------------------------------- |
| Tokyo 2020                     | Chine Sun Mengya Xu Shixiao | Ukraine Anastasiia Chetverikova Liudmyla Luzan | Canada Katie Vincent Laurence Vincent-Lapointe |
| Paris 2024 résultats détaillés | Chine Sun Mengya Xu Shixiao | Ukraine Liudmyla Luzan Anastasiia Rybachok     | Canada Sloan MacKenzie Katie Vincent           |

##### K1200m
| Édition                          | Or                    | Argent                       | Bronze                       |
| -------------------------------- | --------------------- | ---------------------------- | ---------------------------- |
| Londres 2012 résultats détaillés | Lisa Carrington (NZL) | Inna Osypenko-Radomska (UKR) | Natasa Janics (HUN)          |
| Rio de Janeiro 2016              | Lisa Carrington (NZL) | Marta Walczykiewicz (POL)    | Inna Osypenko-Radomska (AZE) |
| Tokyo 2020                       | Lisa Carrington (NZL) | María Teresa Portela (ESP)   | Emma Jørgensen (DEN)         |

##### K1500m
| Édition                          | Or                                    | Argent                            | Bronze                       |
| -------------------------------- | ------------------------------------- | --------------------------------- | ---------------------------- |
| Londres 1948                     | Karen Hoff (DEN)                      | Alida van der Anker-Doedens (NED) | Fritzi Schwingl (AUT)        |
| Helsinki 1952                    | Sylvi Saimo (FIN)                     | Gertrude Liebhart (AUT)           | Nina Savina (URS)            |
| Melbourne 1956                   | Elizaveta Dementyeva (URS)            | Therese Zenz (EUA)                | Tove Søby (DEN)              |
| Rome 1960                        | Antonina Seredina (URS)               | Therese Zenz (EUA)                | Daniela Walkowiak (POL)      |
| Tokyo 1964                       | Lioudmila Khvedossiouk (URS)          | Hilde Lauer (ROU)                 | Marcia Jones-Smoke (USA)     |
| Mexico 1968                      | Lioudmila Khvedossiouk-Pinaïeva (URS) | Renate Breuer (RFA)               | Viorica Dumitru (ROU)        |
| Munich 1972                      | Yulia Ryabchinskaya (URS)             | Mieke Jaapies (NED)               | Anna Pfeffer (HUN)           |
| Montréal 1976                    | Carola Zirzow (RDA)                   | Tatiana Korchounova (URS)         | Klára Rajnai (HUN)           |
| Moscou 1980                      | Birgit Fischer (RDA)                  | Vanja Gesheva (BUL)               | Antonina Melnikova (URS)     |
| Los Angeles 1984                 | Agneta Andersson (SWE)                | Barbara Schüttpelz (RFA)          | Annemiek Derckx (NED)        |
| Séoul 1988                       | Vanja Gesheva-Tsvetkova (BUL)         | Birgit Schmidt (RDA)              | Izabela Dylewska (POL)       |
| Barcelone 1992                   | Birgit Fischer (GER)                  | Rita Kőbán (HUN)                  | Izabela Dylewska (POL)       |
| Atlanta 1996                     | Rita Kőbán (HUN)                      | Caroline Brunet (CAN)             | Josefa Idem (ITA)            |
| Sydney 2000                      | Josefa Idem (ITA)                     | Caroline Brunet (CAN)             | Katrin Borchert (AUS)        |
| Athènes 2004                     | Natasa Janics (HUN)                   | Josefa Idem (ITA)                 | Caroline Brunet (CAN)        |
| Pékin 2008                       | Inna Osypenko (UKR)                   | Josefa Idem (ITA)                 | Katrin Wagner-Augustin (GER) |
| Londres 2012 résultats détaillés | Danuta Kozák (HUN)                    | Inna Osypenko (UKR)               | Bridgitte Hartley (RSA)      |
| Rio de Janeiro 2016              | Danuta Kozák (HUN)                    | Emma Jørgensen (DEN)              | Lisa Carrington (NZL)        |
| Tokyo 2020                       | Lisa Carrington (NZL)                 | Tamara Csipes (HUN)               | Emma Jørgensen (DEN)         |
| Paris 2024 résultats détaillés   | Lisa Carrington (NZL)                 | Tamara Csipes (HUN)               | Emma Jørgensen (DEN)         |

##### K2500m
| Édition                          | Or                                                                 | Argent                                                  | Bronze                                                             |
| -------------------------------- | ------------------------------------------------------------------ | ------------------------------------------------------- | ------------------------------------------------------------------ |
| Rome 1960                        | Union soviétique Antonina Seredina Mariya Shubina                  | Équipe unifiée d'Allemagne Ingrid Hartmann Therese Zenz | Hongrie Vilma Egresi Klára Fried-Bánfalvi                          |
| Tokyo 1964                       | Équipe unifiée d'Allemagne Roswitha Esser Annemarie Zimmermann     | États-Unis Francine Fox Glorianne Perrier               | Roumanie Hilde Lauer Cornelia Sideri                               |
| Mexico 1968                      | Allemagne de l'Ouest Roswitha Esser Annemarie Zimmermann           | Hongrie Anna Pfeffer Katalin Sági-Rozsnyói              | Union soviétique Lioudmila Khvedossiouk-Pinaïeva Antonina Seredina |
| Munich 1972                      | Union soviétique Lioudmila Khvedossiouk-Pinaïeva Kateryna Kuryshko | Allemagne de l'Est Petra Grabowsky Ilse Kaschube        | Roumanie Viorica Dumitru Maria Nichiforov                          |
| Montréal 1976                    | Union soviétique Nina Gopova Galina Kreft                          | Hongrie Anna Pfeffer Klára Rajnai                       | Allemagne de l'Est Bärbel Köster Carola Zirzow                     |
| Moscou 1980                      | Allemagne de l'Est Martina Bischof Carsta Genäuß                   | Union soviétique Galina Alexeyeva Nina Trofimova        | Hongrie Éva Rakusz Mária Zakariás                                  |
| Los Angeles 1984                 | Suède Agneta Andersson Anna Olsson                                 | Canada Alexandra Barré Susan Holloway                   | Allemagne de l'Ouest Josefa Idem Barbara Schüttpelz                |
| Séoul 1988                       | Allemagne de l'Est Anke Nothnagel Birgit Schmidt                   | Bulgarie Vanja Gesheva-Tsvetkova Diana Paliiska         | Pays-Bas Annemiek Derckx Anna Wood                                 |
| Barcelone 1992                   | Allemagne Ramona Portwich Anke von Seck                            | Suède Agneta Andersson Susanne Gunnarsson               | Hongrie Éva Dónusz Rita Kőbán                                      |
| Atlanta 1996                     | Suède Agneta Andersson Susanne Gunnarsson                          | Allemagne Birgit Fischer Ramona Portwich                | Australie Katrin Borchert Anna Maria Wood                          |
| Sydney 2000                      | Allemagne Birgit Fischer Katrin Wagner                             | Hongrie Katalin Kovács Szilvia Szabó                    | Pologne Aneta Pastuszka Beata Sokołowska                           |
| Athènes 2004                     | Hongrie Natasa Janics Katalin Kovács                               | Allemagne Birgit Fischer Carolin Leonhardt              | Pologne Aneta Pastuszka Beata Sokołowska-Kulesza                   |
| Pékin 2008                       | Hongrie Natasa Janics Katalin Kovács                               | Pologne Beata Mikołajczyk Aneta Pastuszka               | France Marie Delattre Anne-Laure Viard                             |
| Londres 2012 résultats détaillés | Allemagne Tina Dietze Franziska Weber                              | Hongrie Natasa Janics Katalin Kovács                    | Pologne Beata Mikołajczyk Karolina Naja                            |
| Rio de Janeiro 2016              | Hongrie Danuta Kozák Gabriella Szabó                               | Allemagne Tina Dietze Franziska Weber                   | Pologne Beata Mikołajczyk Karolina Naja                            |
| Tokyo 2020                       | Nouvelle-Zélande Lisa Carrington Caitlin Ryan                      | Pologne Karolina Naja Anna Puławska                     | Hongrie Danuta Kozák Dóra Bodonyi                                  |
| Paris 2024 résultats détaillés   | Nouvelle-Zélande Lisa Carrington Alicia Hoskin                     | Hongrie Tamara Csipes Alida Dóra Gazsó                  | Allemagne Jule Hake Paulina Paszek                                 |

##### K4500m
| Édition                          | Or                                                                                | Argent                                                                         | Bronze                                                                             |
| -------------------------------- | --------------------------------------------------------------------------------- | ------------------------------------------------------------------------------ | ---------------------------------------------------------------------------------- |
| Los Angeles 1984                 | Roumanie Agafia Constantin Nastasia Nichitov-Ionescu Tecla Marinescu Maria Ștefan | Suède Agneta Andersson Eva Karlsson Anna Olsson Susanne Wiberg-Gunnarsson      | Canada Alexandra Barré Lucie Guay Susan Holloway Barbara Olmsted                   |
| Séoul 1988                       | Allemagne de l'Est Anke Nothnagel Birgit Schmidt Ramona Portwich Heike Singer     | Hongrie Erika Géczi Rita Kőbán Erika Mészáros Éva Rakusz                       | Bulgarie Vanja Gesheva-Tsvetkova Borislava Ivanova Diana Paliiska                  |
| Barcelone 1992                   | Hongrie Kinga Czigány Éva Dónusz Rita Kőbán Erika Mészáros                        | Allemagne Katrin Borchert Birgit Fischer Ramona Portwich Anke von Seck         | Suède Agneta Andersson Maria Haglund Anna Olsson Susanne Rosenqvist                |
| Atlanta 1996                     | Allemagne Birgit Fischer Manuela Mucke Ramona Portwich Anett Schuck               | Suisse Daniela Baumer Sabine Eichenberger Ingrid Haralamow Gabi Müller         | Suède Agneta Andersson Ingela Ericsson Anna Olsson Susanne Rosenqvist              |
| Sydney 2000                      | Allemagne Birgit Fischer Manuela Mucke Anett Schuck Katrin Wagner                 | Hongrie Rita Kőbán Katalin Kovács Szilvia Szabó Erzsébet Viski                 | Roumanie Raluca Ioniță Mariana Limbău Elena Radu Sanda Toma                        |
| Athènes 2004                     | Allemagne Birgit Fischer Carolin Leonhardt Maike Nollen Katrin Wagner             | Hongrie Kinga Bóta Katalin Kovács Szilvia Szabó Erzsébet Viski                 | Ukraine Hanna Balabanova Olena Cherevatova Inna Osypenko Tetyana Semykina          |
| Pékin 2008                       | Allemagne Fanny Fischer Nicole Reinhardt Katrin Wagner-Augustin Conny Wassmuth    | Hongrie Natasa Janics Katalin Kovács Danuta Kozák Gabriella Szabó              | Australie Hannah Davis Lyndsie Fogarty Chantal Meek Lisa Oldenhof                  |
| Londres 2012 résultats détaillés | Hongrie Kristina Fazekas Katalin Kovács Danuta Kozák Gabriella Szabó              | Allemagne Tina Dietze Carolin Leonhardt Katrin Wagner-Augustin Franziska Weber | Biélorussie Volha Khudzenka Iryna Pamialova Nadzeya Papok Maryna Pautar            |
| Rio de Janeiro 2016              | Hongrie Tamara Csipes Krisztina Fazekas Danuta Kozák Gabriella Szabó              | Allemagne Tina Dietze Sabrina Hering Steffi Kriegerstein Franziska Weber       | Biélorussie Volha Khudzenka Nadzeya Liapeshka Maryna Litvinchuk Marharyta Makhneva |
| Tokyo 2020                       | Hongrie Danuta Kozák Tamara Csipes Anna Kárász Dóra Bodonyi                       | Biélorussie Marharyta Makhneva Nadzeya Papok Volha Khudzenka Maryna Litvinchuk | Pologne Karolina Naja Anna Puławska Justyna Iskrzycka Helena Wiśniewska            |
| Paris 2024 résultats détaillés   | Nouvelle-Zélande Olivia Brett Lisa Carrington Alicia Hoskin Tara Vaughan          | Allemagne Sarah Brüßler Jule Hake Pauline Jagsch Paulina Paszek                | Hongrie Tamara Csipes Sára Fojt Alida Dóra Gazsó Noémi Pupp                        |

#### Slalom

##### C1
| Édition                        | Or                | Argent                 | Bronze              |
| ------------------------------ | ----------------- | ---------------------- | ------------------- |
| Tokyo 2020                     | Jessica Fox (AUS) | Mallory Franklin (GBR) | Andrea Herzog (GER) |
| Paris 2024 résultats détaillés | Jessica Fox (AUS) | Elena Lilik (GER)      | Evy Leibfarth (USA) |

##### K1
| Édition                                 | Or                                 | Argent                             | Bronze                             |
| --------------------------------------- | ---------------------------------- | ---------------------------------- | ---------------------------------- |
| Munich 1972                             | Angelika Bahmann (RDA)             | Gisela Grothaus (RFA)              | Magdalena Wunderlich (RFA)         |
| Montréal 1976                           | non inscrit au programme olympique | non inscrit au programme olympique | non inscrit au programme olympique |
| Moscou 1980                             | non inscrit au programme olympique | non inscrit au programme olympique | non inscrit au programme olympique |
| Los Angeles 1984                        | non inscrit au programme olympique | non inscrit au programme olympique | non inscrit au programme olympique |
| Séoul 1988                              | non inscrit au programme olympique | non inscrit au programme olympique | non inscrit au programme olympique |
| Barcelone 1992                          | Elisabeth Micheler-Jones (GER)     | Danielle Woodward (AUS)            | Dana Chladek (USA)                 |
| Atlanta 1996                            | Štěpánka Hilgertová (CZE)          | Dana Chladek (USA)                 | Myriam Fox-Jérusalmi (FRA)         |
| Sydney 2000                             | Štěpánka Hilgertová (CZE)          | Brigitte Guibal (FRA)              | Anne-Lise Bardet (FRA)             |
| Athènes 2004                            | Elena Kaliská (SVK)                | Rebecca Giddens (USA)              | Helen Reeves (GBR)                 |
| Pékin 2008                              | Elena Kaliská (SVK)                | Jacqueline Lawrence (AUS)          | Violetta Oblinger Peters (AUT)     |
| Londres 2012 résultats détaillés        | Émilie Fer (FRA)                   | Jessica Fox (AUS)                  | Maialen Chourraut (ESP)            |
| Rio de Janeiro 2016 résultats détaillés | Maialen Chourraut (ESP)            | Luuka Jones (NZL)                  | Jessica Fox (AUS)                  |
| Tokyo 2020                              | Ricarda Funk (GER)                 | Maialen Chourraut (ESP)            | Jessica Fox (AUS)                  |
| Paris 2024 résultats détaillés          | Jessica Fox (AUS)                  | Klaudia Zwolińska (POL)            | Kimberley Woods (GBR)              |

##### KX1 Kayak-cross
| Édition                        | Or               | Argent           | Bronze                |
| ------------------------------ | ---------------- | ---------------- | --------------------- |
| Paris 2024 résultats détaillés | Noemie Fox (AUS) | Angèle Hug (FRA) | Kimberley Woods (GBR) |

## Anciennes épreuves masculines

### Course en ligne

#### C1200m
| Édition                          | Or                 | Argent                    | Bronze                 |
| -------------------------------- | ------------------ | ------------------------- | ---------------------- |
| Londres 2012 résultats détaillés | Yuriy Cheban (UKR) | Ivan Shtyl (RUS)          | Sete Benavides (ESP)   |
| Rio de Janeiro 2016              | Yuriy Cheban (UKR) | Valentin Demyanenko (AZE) | Isaquias Queiroz (BRA) |

#### C1500m
| Édition          | Or                      | Argent                       | Bronze                |
| ---------------- | ----------------------- | ---------------------------- | --------------------- |
| Montréal 1976    | Aleksandr Rogov (URS)   | John Wood (CAN)              | Matija Ljubek (YUG)   |
| Moscou 1980      | Sergei Postrekhin (URS) | Lubomir Lubenov (BUL)        | Olaf Heukrodt (RDA)   |
| Los Angeles 1984 | Larry Cain (CAN)        | Henning Lynge Jakobsen (DEN) | Costicǎ Olaru (ROU)   |
| Séoul 1988       | Olaf Heukrodt (RDA)     | Michał Śliwiński (URS)       | Martin Marinov (BUL)  |
| Barcelone 1992   | Nikolay Bukhalov (BUL)  | Michał Śliwiński (EUN)       | Olaf Heukrodt (GER)   |
| Atlanta 1996     | Martin Doktor (CZE)     | Slavomír Kňazovický (SVK)    | Imre Pulai (HUN)      |
| Sydney 2000      | György Kolonics (HUN)   | Maksim Opalev (RUS)          | Andreas Dittmer (GER) |
| Athènes 2004     | Andreas Dittmer (GER)   | David Cal (ESP)              | Maksim Opalev (RUS)   |
| Pékin 2008       | Maksim Opalev (RUS)     | David Cal (ESP)              | Yuriy Cheban (UKR)    |

#### C110 000m
| Édition        | Or                    | Argent             | Bronze                 |
| -------------- | --------------------- | ------------------ | ---------------------- |
| Londres 1948   | František Čapek (TCH) | Frank Havens (USA) | Norman Lane (CAN)      |
| Helsinki 1952  | Frank Havens (USA)    | Gábor Novák (HUN)  | Alfréd Jindra (TCH)    |
| Melbourne 1956 | Leon Rotman (ROU)     | János Parti (HUN)  | Gennady Bukharin (URS) |

#### C2500m
| Édition          | Or                                                     | Argent                                               | Bronze                                       |
| ---------------- | ------------------------------------------------------ | ---------------------------------------------------- | -------------------------------------------- |
| Montréal 1976    | Union soviétique Sergueï Petrenko Aleksandr Vinogradov | Pologne Andrzej Gronowicz Jerzy Opara                | Hongrie Tamás Buday Oszkár Frey              |
| Moscou 1980      | Hongrie László Foltán Sr. István Vaskúti               | Roumanie Petre Capusta Ivan Patzaichin               | Bulgarie Borislav Ananiev Nikolai Ilkov      |
| Los Angeles 1984 | Yougoslavie Matija Ljubek Mirko Nišović                | Roumanie Ivan Patzaichin Toma Simionov               | Espagne Enrique Míguez Narciso Suárez        |
| Séoul 1988       | Union soviétique Nicolae Juravschi Viktor Reneysky     | Pologne Marek Dopierała Marek Łbik                   | France Joël Bettin Philippe Renaud           |
| Barcelone 1992   | Équipe unifiée Dmitri Dovgalenok Aleksandr Maseikov    | Allemagne Ulrich Papke Ingo Spelly                   | Bulgarie Martin Marinov Blagovest Stoyanov   |
| Atlanta 1996     | Hongrie Csaba Horváth György Kolonics                  | Moldavie Nicolae Juravschi Viktor Reneysky           | Roumanie Gheorghe Andriev Grigore Obreja     |
| Sydney 2000      | Hongrie Ferenc Novák Imre Pulai                        | Pologne Paweł Baraszkiewicz Daniel Jędraszko         | Roumanie Florin Popescu Mitică Pricop        |
| Athènes 2004     | Chine Meng Guanliang Yang Wenjun                       | Cuba Ibrahim Rojas Blanco Ledis Frank Balceiro Pajon | Russie Aleksandr Kostoglod Aleksandr Kovalev |
| Pékin 2008       | Chine Meng Guanliang Yang Wenjun                       | Russie Aleksandr Kostoglod Sergueï Ouleguine         | Allemagne Christian Gille Tomasz Wylenzek    |

#### C210 000m
| Édition        | Or                                           | Argent                                  | Bronze                                 |
| -------------- | -------------------------------------------- | --------------------------------------- | -------------------------------------- |
| Berlin 1936    | Tchécoslovaquie Václav Mottl Zdeněk Škrland  | Canada Harvey Charters Frank Saker      | Autriche Karl Proisl Rupert Weinstabl  |
| Londres 1948   | États-Unis Steven Lysak Stephen Macknowski   | Tchécoslovaquie Václav Havel Jiří Pecka | France Georges Dransart Georges Gandil |
| Helsinki 1952  | France Jean Laudet Georges Turlier           | Canada Donald Hawgood Kenneth Lane      | Allemagne Egon Drews Wilfried Soltau   |
| Melbourne 1956 | Union soviétique Gratsian Botev Pavel Kharin | France Georges Dransart Marcel Renaud   | Hongrie Imre Farkas József Hunics      |

#### K1500m
| Édition          | Or                             | Argent                   | Bronze                 |
| ---------------- | ------------------------------ | ------------------------ | ---------------------- |
| Montréal 1976    | Vasile Dîba (ROU)              | Zoltán Sztanity (HUN)    | Rüdiger Helm (RDA)     |
| Moscou 1980      | Ouladzimir Parfianovitch (URS) | John Sumegi (AUS)        | Vasile Dîba (ROU)      |
| Los Angeles 1984 | Ian Ferguson (NZL)             | Lars-Erik Moberg (SWE)   | Bernard Brégeon (FRA)  |
| Séoul 1988       | Zsolt Gyulay (HUN)             | Andreas Stähle (RDA)     | Paul MacDonald (NZL)   |
| Barcelone 1992   | Mikko Kolehmainen (FIN)        | Zsolt Gyulay (HUN)       | Knut Holmann (NOR)     |
| Atlanta 1996     | Antonio Rossi (ITA)            | Knut Holmann (NOR)       | Piotr Markiewicz (POL) |
| Sydney 2000      | Knut Holmann (NOR)             | Petar Merkov (BUL)       | Michael Kolganov (ISR) |
| Athènes 2004     | Adam van Koeverden (CAN)       | Nathan Baggaley (AUS)    | Ian Wynne (GBR)        |
| Pékin 2008       | Ken Wallace (AUS)              | Adam van Koeverden (CAN) | Tim Brabants (GBR)     |

#### K110 000m
| Édition        | Or                       | Argent                   | Bronze               |
| -------------- | ------------------------ | ------------------------ | -------------------- |
| Berlin 1936    | Ernst Krebs (GER)        | Fritz Landertinger (AUT) | Ernest Riedel (USA)  |
| Londres 1948   | Gert Fredriksson (SWE)   | Kurt Wires (FIN)         | Eivind Skabo (NOR)   |
| Helsinki 1952  | Thorvald Strömberg (FIN) | Gert Fredriksson (SWE)   | Michel Scheuer (GER) |
| Melbourne 1956 | Gert Fredriksson (SWE)   | Ferenc Hatlaczky (HUN)   | Michel Scheuer (EUA) |

#### K2200m
| Édition                          | Or                                        | Argent                                        | Bronze                                      |
| -------------------------------- | ----------------------------------------- | --------------------------------------------- | ------------------------------------------- |
| Londres 2012 résultats détaillés | Russie Alexander Dyachenko Yury Postrigay | Biélorussie Vadzim Makhneu Raman Piatrushenka | Grande-Bretagne Liam Heath Jon Schofield    |
| Rio de Janeiro 2016              | Espagne Saúl Craviotto Cristian Toro      | Grande-Bretagne Liam Heath Jon Schofield      | Lituanie Aurimas Lankas Edvinas Ramanauskas |

#### K210 000m
| Édition        | Or                                     | Argent                                                | Bronze                               |
| -------------- | -------------------------------------- | ----------------------------------------------------- | ------------------------------------ |
| Berlin 1936    | Allemagne Ludwig Landen Paul Wevers    | Autriche Viktor Kalisch Karl Steinhuber               | Suède Tage Fahlborg Helge Larsson    |
| Londres 1948   | Suède Gunnar Åkerlund Hans Wetterström | Norvège Ivar Mathisen Knut Østby                      | Finlande Thor Axelsson Nils Björklöf |
| Helsinki 1952  | Finlande Yrjö Hietanen Kurt Wires      | Suède Lars Glassér Ingemar Hedberg                    | Hongrie József Gurovits Ferenc Varga |
| Melbourne 1956 | Hongrie László Fábián János Urányi     | Équipe unifiée d'Allemagne Fritz Briel Theodor Kleine | Australie Walter Brown Dennis Green  |

### Slalom

#### C2
| Édition                                 | Or                                                  | Argent                                                  | Bronze                                           |
| --------------------------------------- | --------------------------------------------------- | ------------------------------------------------------- | ------------------------------------------------ |
| Munich 1972                             | Allemagne de l'Est Rolf-Dieter Amend Walter Hofmann | Allemagne de l'Ouest Wilhelm Baues Hans-Otto Schumacher | France Jean-Claude Olry Jean-Louis Olry          |
| Montréal 1976                           | Non inscrit au programme olympique                  | Non inscrit au programme olympique                      | Non inscrit au programme olympique               |
| Moscou 1980                             | Non inscrit au programme olympique                  | Non inscrit au programme olympique                      | Non inscrit au programme olympique               |
| Los Angeles 1984                        | Non inscrit au programme olympique                  | Non inscrit au programme olympique                      | Non inscrit au programme olympique               |
| Séoul 1988                              | Non inscrit au programme olympique                  | Non inscrit au programme olympique                      | Non inscrit au programme olympique               |
| Barcelone 1992                          | États-Unis Joe Jacobi Scott Strausbaugh             | Tchécoslovaquie Jiří Rohan Miroslav Šimek               | France Frank Adisson Wilfrid Forgues             |
| Atlanta 1996                            | France Frank Adisson Wilfrid Forgues                | République tchèque Jiří Rohan Miroslav Šimek            | Allemagne André Ehrenberg Michael Senft          |
| Sydney 2000                             | Slovaquie Pavol Hochschorner Peter Hochschorner     | Pologne Krzysztof Kołomański Michał Staniszewski        | République tchèque Marek Jiras Tomáš Máder       |
| Athènes 2004                            | Slovaquie Pavol Hochschorner Peter Hochschorner     | Allemagne Marcus Becker Stefan Henze                    | République tchèque Ondřej Štěpánek Jaroslav Volf |
| Pékin 2008                              | Slovaquie Pavol Hochschorner Peter Hochschorner     | République tchèque Ondřej Štěpánek Jaroslav Volf        | Russie Mikhaïl Kouznetsov Dmitri Larionov        |
| Londres 2012 résultats détaillés        | Grande-Bretagne Timothy Baillie Etienne Stott       | Grande-Bretagne David Florence Richard Hounslow         | Slovaquie Pavol Hochschorner Peter Hochschorner  |
| Rio de Janeiro 2016 résultats détaillés | Slovaquie Ladislav Škantár Peter Škantár            | Grande-Bretagne David Florence Richard Hounslow         | France Gauthier Klauss Matthieu Péché            |